# Supersaurus
Supersaurus („Ohromný ještěr“) byl rod obřího diplodokidního dinosaura, objevený v americkém státě Colorado v roce 1972 spolu s fosiliemi jiného obřího sauropoda rodu Brachiosaurus. V současnosti známe tři potenciální exempláře tohoto pozdně jurského sauropoda, typový exemplář z Colorada a dva další z Wyomingu.

## Rozměry
Supersaurus mohl být nejdelším (i když ne nejtěžším) známým dinosaurem vůbec. Z tohoto megasauropoda (jak jsou největší sauropodi s délkou nad 30 metrů neoficiálně nazýváni) je známo jen několik fosilních kostí - lopatka a krkavčí kost (skapulokorakoid), dlouhé 2,4 metru a několik krčních obratlů. Supersaurus mohl být přes 34 metrů dlouhý a vážil asi 35 až 49 tun, takže patřil pravděpodobně k největším dosud známým dinosaurům (vedle rodů Argentinosaurus, Puertasaurus, Amphicoelias atd.).
Podle nových zjištění z podzimu roku 2021 byl však supersaurus ještě podstatně větší. Díky identifikaci dalších fosilních kostí tohoto sauropoda paleontolog Brian Curtice s kolegy určil, že délka supersaura dosahovala asi 39 až 42 metrů (z toho krk 15 metrů, ocas 18 metrů). V tom případě by se jednalo o nejdelšího známého dinosaura i obratlovce všech dob.

## Nejasnosti v klasifikaci
V době objevu však došlo k záměně některých fosilních kostí supersaura s rodem Brachiosaurus, a byl proto vytvořen v současnosti již neplatný rod "Ultrasaurus" (později "Ultrasauros"), dnes již rovněž považovaný za zapomenutý. "Ultrasauros" měl být gigant z čeledi brachiosauridů, vysoký až 21 metrů a vážící až 180 (nebo i více) tun. Tím by představoval možná největšího živočicha všech dob. Jak se ale později ukázalo, žádný takový gigant ve skutečnosti neexistoval a "Ultrasauros" je tedy pouhou chimérou, složenou z fosílií přinejmenším dvou různých sauropodů.

## Objevy
Fosilní kosti supersaura byly poprvé objeveny na lokalitě Dry Mesa Quarry v roce 1972 a formálně je popsal paleontolog James A. Jensen v roce 1985. Na první pohled bylo zřejmé, že patří zvířeti podobně velkému jako byl Brachiosaurus, ovšem podstatně delšímu a jinak stavěnému. Později byl také objeven další exemplář tohoto sauropoda ve Wyomingu. V současné době je kostra vystavena ve Wyoming Dinosaur Center.
V roce 2008 byla publikována nová studie, která popisuje další podrobnosti o anatomii tohoto obřího dinosaura (vychází přitom z výzkumu druhého objeveného jedince s přezdívkou "Jimbo"). Jeho délka se pohybuje kolem 34 metrů a je celkově o trochu menší než první Jensenův exemplář. Podle některých znaků (např. hluboká tělní dutina) je tento megasauropod vývojově bližší rodu Apatosaurus než rodu Diplodocus. Jen žebro dinosaura je například dlouhé přes 3 metry (přesněji 305 cm).

### Česká literatura
- SOCHA, Vladimír (2021). Dinosauři – rekordy a zajímavosti. Nakladatelství Kazda, Brno. ISBN 978-80-7670-033-8 (str. 64, 163)